# 레드테일 블랙샤크

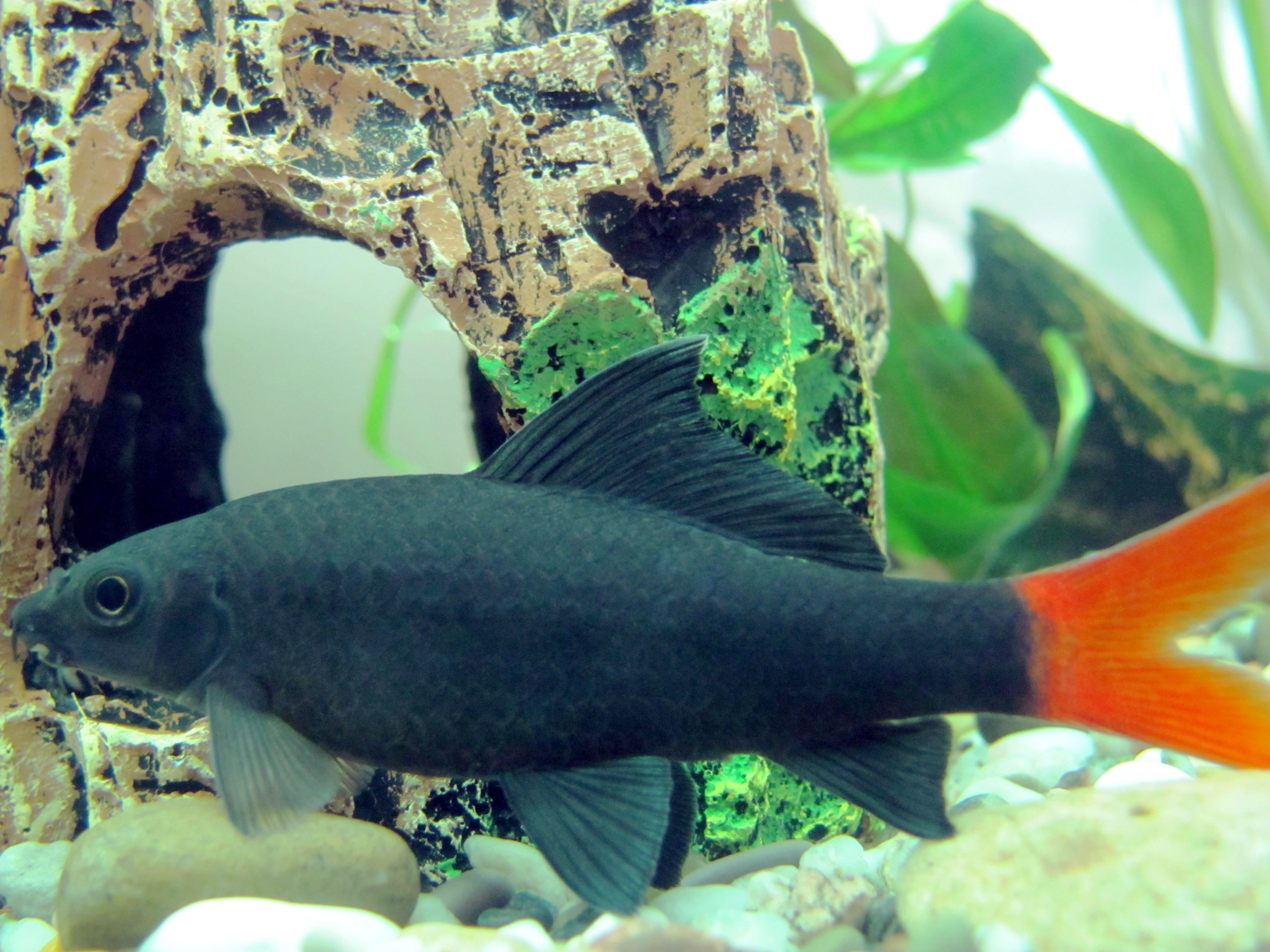

레드테일 블랙샤크(학명:Labeo bicolor)는 잉어목 잉어과에 속하는 물고기이다. 몸길이는 12cm로 작은 편인 어류에 속한다.

## 특징과 먹이
레드테일 블랙샤크는 대체적으로 블랙샤크와 특징이 매우 유사하지만 블랙샤크와는 달리 꼬리지느러미가 붉은색이라는 차이점이 있다. 레드테일 블랙샤크라는 이름도 바로 꼬리지느러미가 붉은색이라는 데서 유래된 이름이며 잉어과에 속하는 어종답게 입에는 2쌍의 수염도 가지고 있다. 또한 약한 알칼리성의 물에서 키우면 색체가 더욱 선명해지는 특징을 가지고 있다. 먹이로는 야생에선 수서곤충, 갑각류와 수생 식물을 모두 먹는 잡식성의 어류이며 관상용으로 기를 때는 사료도 잘먹는다.

## 서식지
레드테일 블랙샤크의 주요한 서식지는 태국의 중앙부이며 유속이 느리고 수생 식물이 우거진 강의 중류에서 주로 서식한다. 레드테일 블랙샤크가 살아가는 데에 있어 적정한 수온은 20°~25°가 되며 비교적 차가운 수온을 선호하는 물고기이다.

## 관상어로서 주의 사항
레드테일 블랙샤크는 꼬리지느러미의 아름다운 붉은색이 있기 때문에 관상용으로도 좋으며 사육하는 난이도도 쉬운 물고기이다. 다만 레드테일 블랙샤크는 작은 몸집의 물고기치고는 성격이 유순하지 않고 사나운 어종이기 때문에 동일한 체급의 어류와는 합사를 피하는 것이 좋으며 카라신이나 구피같은 작은 물고기는 먹이로 인식해서 잡아먹는 일이 생기기 때문에 합사를 안하는 것이 좋고 좀 더 크기가 큰 어종과 합사를 하는 것이 좋다. 그렇다고 너무 크기가 큰 어종과 합사를 하면 오히려 그 어종이 레드테일 블랙샤크를 잡아먹는 경우가 생기는 현상이 발생할 수가 있으므로 크기차이가 20cm이상으로 너무 크게 나는 어종과는 합사를 피하는 것이 좋고 보통 크기 차이가 10cm 정도가 되는 어류와 합사를 시키는 것이 좋다. 기본적으로 잡식성의 어류지만 식물성의 수초를 먹이로 주면 아름다운 색채가 더욱 오래 유지된다.

## 같이 보기
- 잉어목
- 잉어과
- 관상어